# 自然災害

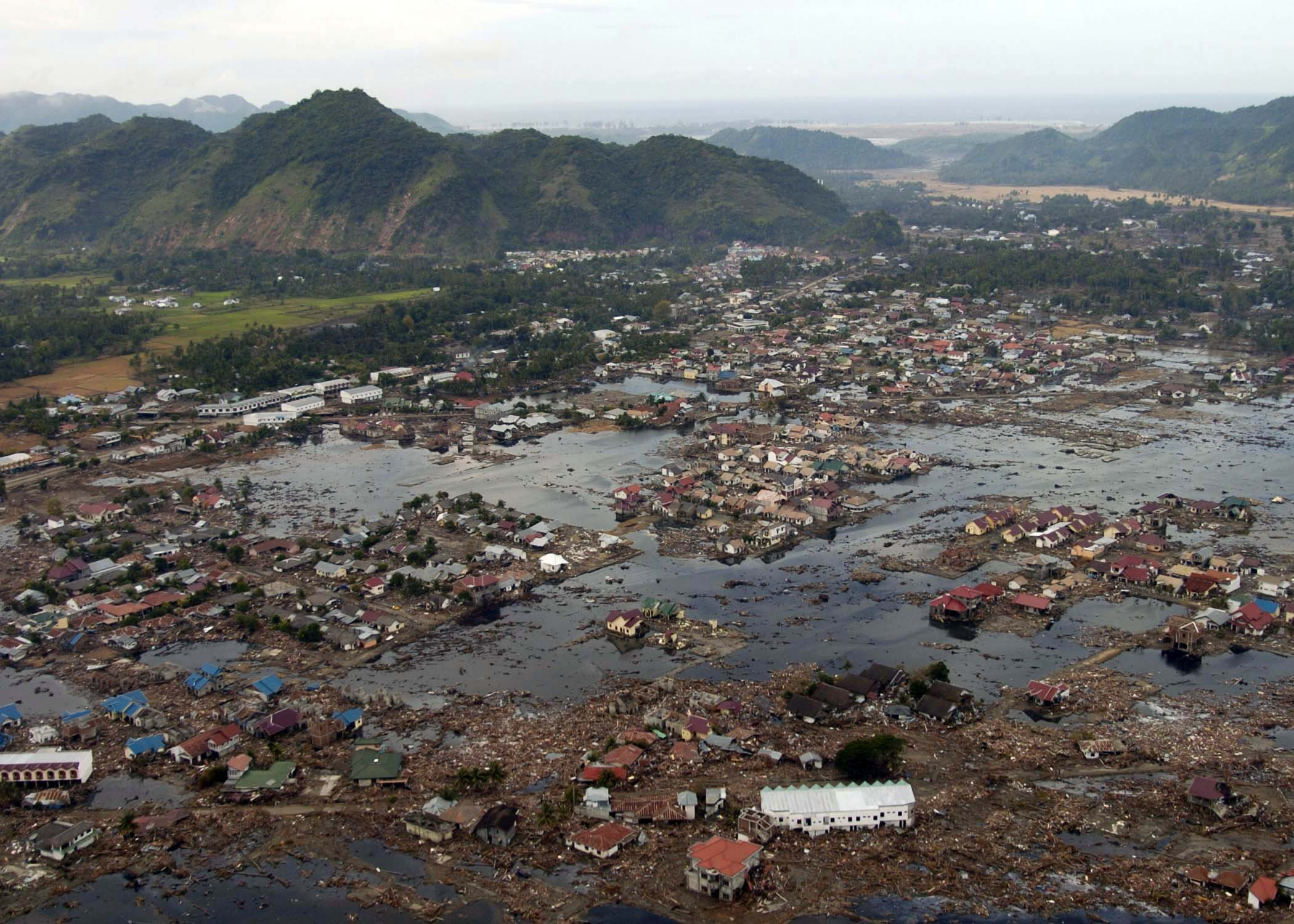
スマトラ島沖地震（2004年）の津波で破壊されたスマトラ島西部の街

自然災害（しぜんさいがい、英: natural disaster）とは、危機的な自然現象（natural hazard, 例えば火山噴火、地震、地すべりなど）によって、人の命や人間の社会的活動に被害が生じる現象を言う。
日本の法令上では自然災害は「暴風、豪雨、豪雪、洪水、高潮、地震、津波、噴火その他の異常な自然現象により生ずる被害」と定義されている（被災者生活再建支援法2条1号）。
単なる自然現象が、人的被害を伴う自然災害に発展したり、災害が拡大したりするには、現地の社会条件が大きな影響を及ぼす。

## ディザスターとハザード

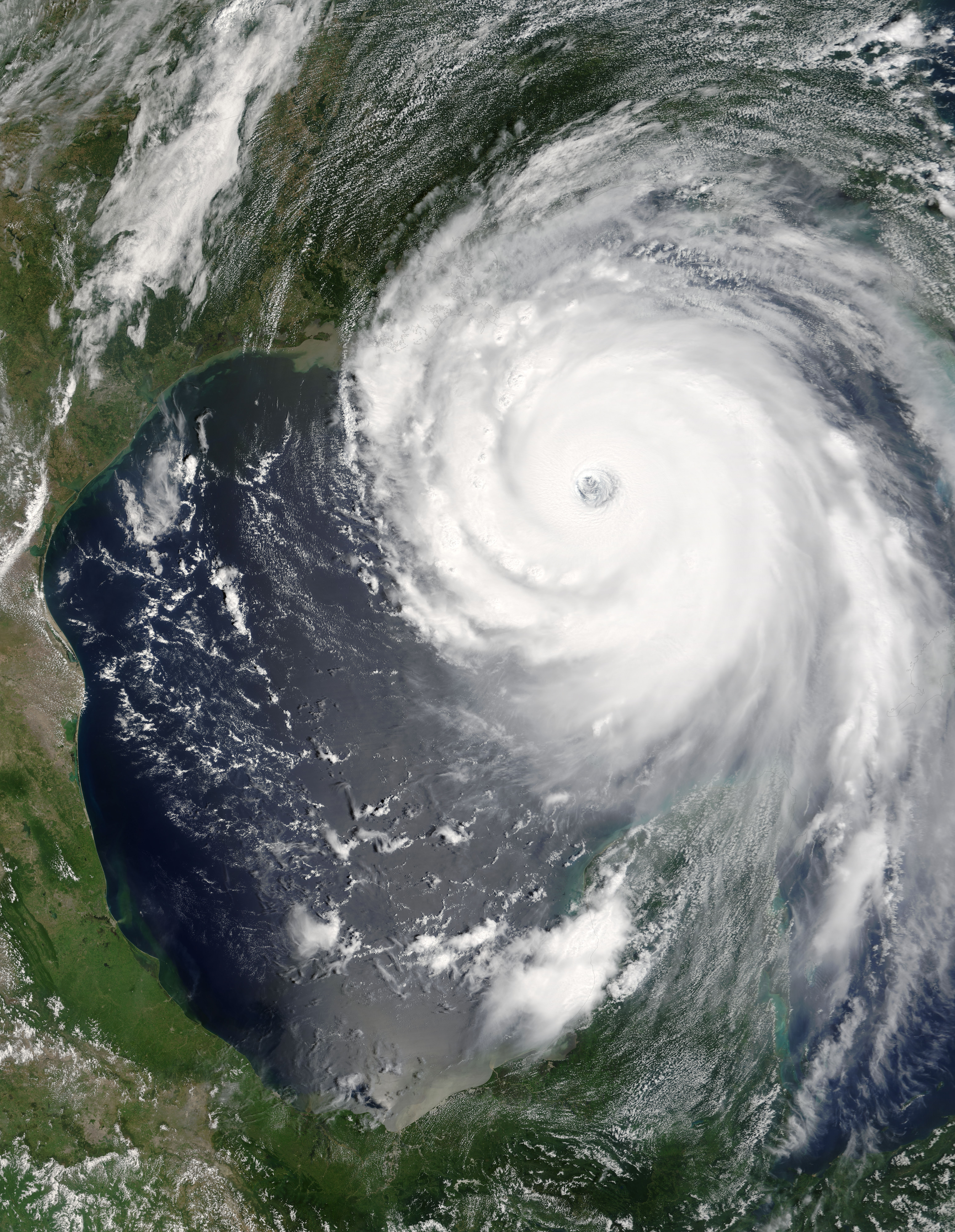
ハリケーン・カトリーナの衛星写真。

自然災害がなぜ起こるかについては、次の公式に帰結している。
Disasters occur when hazards meet vulnerability.
「災害は、危機的現象が脆弱性と出会うことで起こる」
社会の持つ脆弱性（災害に対する弱さ）は、防災計画が無かったり、適切な危機管理がなされなかったりすることでさらに大きくなり、人的被害、経済的被害、環境に対する被害を大きくする。最終的な被害の大きさは、被害者を支援し災害拡大を抑えるための人員の数や、災害からの回復力の大きさに依存する
。
「disaster」（「災害」）と 「hazard」（「危機」、「現象」）は意味が異なる。ユネスコの地球科学プログラム  では、「ナチュラル・ハザード」（Natural Hazard、自然現象）と「ナチュラル・ディザスター」（Natural Disaster, 自然災害）を次のように定義している。
「ナチュラル・ハザード」（危機的自然現象）とは、大気・地質学・水文学的原因で、太陽系規模・地球規模・地域規模・国家規模あるいは地方規模の範囲を、急速または緩慢に襲う事象により引き起こされる、自然に発生する物理的現象である。地震、火山噴火、地すべり、津波、洪水、干ばつが含まれる。

「ナチュラル・ディザスター」（自然災害）とは、ナチュラル・ハザードの結果または影響である。社会の持続可能性の崩壊と、経済的・社会的発展の混乱を意味する。
もし天変地異などの「自然現象」（ナチュラル・ハザード）が起こったとしても、その場所に脆弱性が無ければ（例えば災害に対する備えが万全だった、あるいはそもそも異変の起こった一帯にだれも住んでいない場合）、「自然災害」（ナチュラル・ディザスター）が起こることはない。もしその環境に人間活動も社会も無ければ、自然現象は単なる現象であり、誰も被害を受ける可能性はないため「危機」にも「災害」にもならない。このため、「自然災害」の「自然」（natural）という部分に対する異議も一部にある。
自然災害は、人為的な原因による災害（「人災」）に対して、天災とも呼ばれる。しかし実際に「天災」と呼ばれているものは、社会の脆弱性など人為的な原因により人的被害が拡大されている側面が大きいため、「天災」という呼び方は適切なものではない。地震は自然現象だが、脆い建物が崩れたり救援の手が届かなかったりすることによって地震災害は拡大する。自然現象である大雨は、森林の乱伐などによって土砂災害の危険性を拡大させたり、低地への居住などによって浸水による被害を拡大させたりする。大雨とは逆の自然現象である干ばつは、社会の不平等や政府の失策により、都市や軍隊には食物が確保される一方で農村の貧しい人々に食物が行き届かなくなることで、飢饉という災害へと拡大する。干ばつのため食糧不足にさらされる人達に食物や雇用を供給する政策が、民主主義のインセンティブによって実行に移されきちんと機能する場合、飢饉という災害は発生しないが、貧しい人々の声を聴く必要の無い権威主義的体制や無政府状態では、干ばつは容易に飢饉へと拡大する。

## 自然現象
「ナチュラル・ハザード」（自然現象による危機）は、人間社会や環境に対して否定的な影響を持つ現象が起こる脅威を指す。ナチュラル・ハザードの多くは連続的に起こる。例えば、地震は津波を起こし、干ばつは飢餓や疾病を起こす。
1995年1月17日に起こった「兵庫県南部地震」は「ナチュラル・ハザード」（自然現象）であるが、その結果引き起こされ、数年にわたり大規模な人的被害や経済的被害などが続いた「阪神・淡路大震災」は「ナチュラル・ディザスター」（自然災害）である。
また「ナチュラル・ハザード」という言葉は将来起きる可能性のある脅威（例えば発生が予想される地震や、大雨が降った場合の洪水）を指す場合に使われるが、「ナチュラル・ディザスター」（自然災害）は過去に起こった、あるいは現時点で起こっている社会的出来事に関連付けて使われる。

## 自然災害の例

### 地質

#### 火山

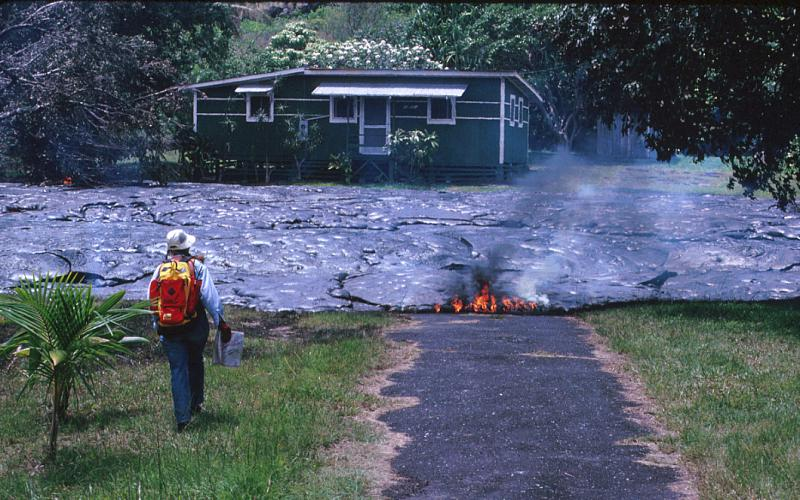
ハワイで家を襲う溶岩流。

火山の噴火は、それに付随してさまざまな自然災害を引き起こす。噴火そのものによる空振のほか、火山灰、火山弾、軽石、スコリアなどの火山砕屑物は周辺に降り積もって農作物や建物に被害を与え、大気を汚染する。また大気中の火山灰は飛行機の運行を困難にするなど交通や経済に重大な損害をもたらす。2010年にアイスランドのエイヤフィヤトラヨークトルで起こった噴火の場合、ヨーロッパ大陸の広い範囲において飛行が禁止され、数十万人の足に影響が出た（2010年のエイヤフィヤトラヨークトルの噴火による交通麻痺）。非常に大規模な、いわゆる破局噴火の場合、火山灰が大気圏に広がって太陽光を遮り、日傘効果による火山の冬と呼ばれる低温期を数年にわたってもたらすこともある。例としては、今から7万年前から7万5千年前に起きたと考えられているインドネシア・トバ火山の噴火は気温を平均5度も下げ、人類を一時絶滅寸前にまで追い込んだとする理論も存在する。
溶岩流は流速が遅く人が直接飲み込まれることはそれほど多くないが、周囲の土地を飲み込んだ場合そのまま固化して岩石となるため、農地や住宅地が呑み込まれた場合使用不能となる。火山ガスは高温の上二酸化炭素、二酸化硫黄、硫化水素などの有毒な気体が多く含まれ、また酸素が少ないため、有毒成分の吸入や酸欠によって人間が死亡することも珍しくない。火砕流は高温の上非常に速度が速く、発生した場合多数の人々が死亡することが多い。積もった灰が雨などと一緒に一気に流れる火山泥流も同様に直接的な被害が大きく、火砕流と並んで非常に危険である。
こうした直接の噴出物のほか、噴火によって山体崩壊が起こった場合、多数の人命が失われることが多い。さらに山体崩壊が海の近くで起こった場合には大量の土砂がそのまま津波を起こし、対岸にも巨大な被害を与える。この山体崩壊による津波としては、1792年の雲仙岳の噴火によって眉山が山体崩壊を起こし、対岸の肥後を大津波が襲った島原大変肥後迷惑などが知られている。

#### 地震
地震による災害は震災と呼ばれる。まず地震そのものの揺れによって巨大な被害をもたらすほか、地形そのものが隆起や沈降したり、地割れを起こしたり、あるいは地盤沈下や液状化現象などを起こして建造物などを破損する。地震発生時にはこの衝撃に伴う火災もしばしば発生する。しかしなによりも、地震に付随する災害として最も大きなものは津波である。地震に伴う津波は大被害をもたらすことが多く、2011年に起きた東日本大震災においては死亡者の約9割以上が津波による死者であったとされる。津波は建造物や人命の直接被害の他、津波の去った土地に塩害をもたらす。

#### 土砂災害
土砂災害の多くは地震や大雨などによって引き起こされ、地すべりやがけ崩れなどの斜面崩壊、土石流などが含まれる。斜面崩壊は崩壊部分の深さによって深層崩壊と表層崩壊にさらに分けられる。大規模な土砂災害の場合、山そのものが山体崩壊を起こすことや、大量の土砂によって河道が閉塞し天然ダムを形成することもある。

#### その他
そのほかの地質災害としては、地下水位低下によって地盤が沈降し浸水などを引き起こす地盤沈下や、石灰岩質の地層中で侵食が進行し突然地表が陥没するシンクホール（ドリーネ）、土壌や地盤などの侵食、深い湖の底から二酸化炭素が大量に噴出することで広範囲にわたる窒息を引き起こす湖水爆発などがある。

### 気象

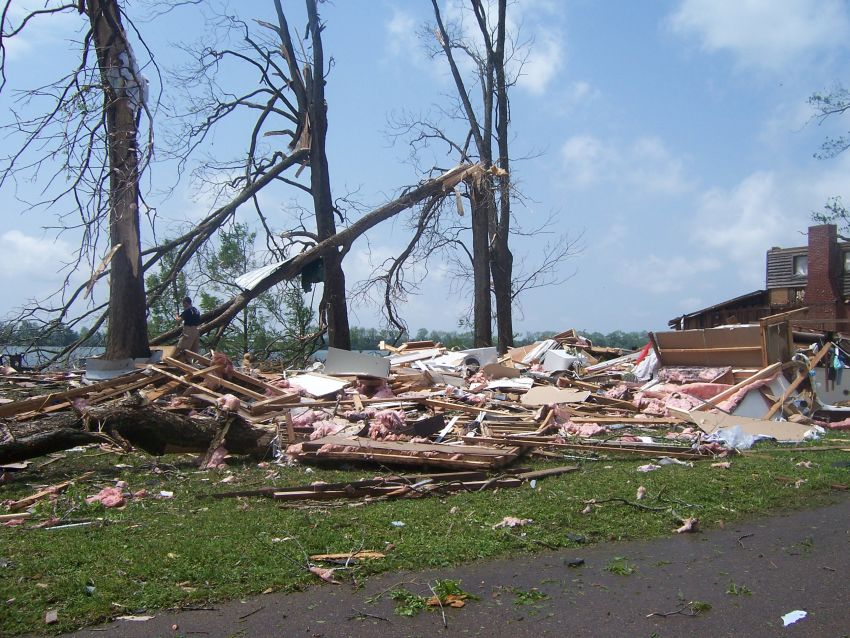
竜巻で破壊された家と樹木、2010年アメリカ・ミシシッピ州。

#### 水害
水害の原因として大きなものには熱帯低気圧がある。熱帯低気圧はその発生する地域によって台風・ハリケーン・サイクロンと名称が異なるが、強風と豪雨によって居住地域に被害をもたらすことは共通している。風や降雨による災害は同時に発生することも多く、風水害とも称される。台風だけではなく、単に大量の降雨だけでも災害は発生する。非常に多量の雨が一部地域に集中して降る場合は集中豪雨と呼ばれる。集中豪雨の中でも予測不可能な場所で突発的に積乱雲が発生し豪雨となるものをゲリラ豪雨と呼ぶこともあるが、正式な気象用語ではない。
豪雨などによって陸地が水没することを洪水と呼び、河川から増水した水が堤防を乗り越え氾濫する外水氾濫と、堤防内部の水が河川に排水できずに内部であふれる内水氾濫の2種類が存在する。こうした内水氾濫は、コンクリートなどで地面が固められ降雨を下水道などで処理せざるを得ない都市において発生することも多く、これを都市型水害という。通常、洪水は増水・減水ともにある程度の時間がかかるが、地面が雨水を吸収するよりはるかに速く大量の降雨があった場合や山崩れで発生した自然ダムが崩壊した場合などに、突然大量の水が押し寄せてすべてを押し流す場合がある。これを鉄砲水と呼び、氾濫の範囲は狭く水の引くのも速いが、前触れなく押し寄せることが多いため大きな被害をもたらす。鉄砲水の被害が特に多いのは一度に大量の降雨のあることが多い砂漠地帯である。

#### 風害
風害の原因としては上記の低気圧や台風などの強風のほか、ダウンバーストや竜巻などの突風によるものも多い。なかでも竜巻は持続時間こそせいぜい1時間程度と短く被害範囲も狭いが、時速は50km程度と速い上風速は時速400kmにも達するため、進路上にある地域に甚大な被害を与える。竜巻の発生が特に多いのは北アメリカ大陸であるが、それ以外の世界各地でも発生している。こうした低気圧は海にも影響を及ぼし、気圧低下による海面の吸い上げによって高潮を引き起こす。海水面が高くなる高潮と異なり、高波はその名の通り波が高くなることで、低気圧による強風によって発生する。高潮や高波、副振動は堤防や港湾の破壊、侵食、浸水、船の座礁を引き起こす。また、海水と風が吹き付けることによる、農作物や植物への塩害も発生する。砂漠の強風は砂塵を伴った砂嵐を発生させ、黄砂などのように遠方にまで砂を降下させる。

#### その他

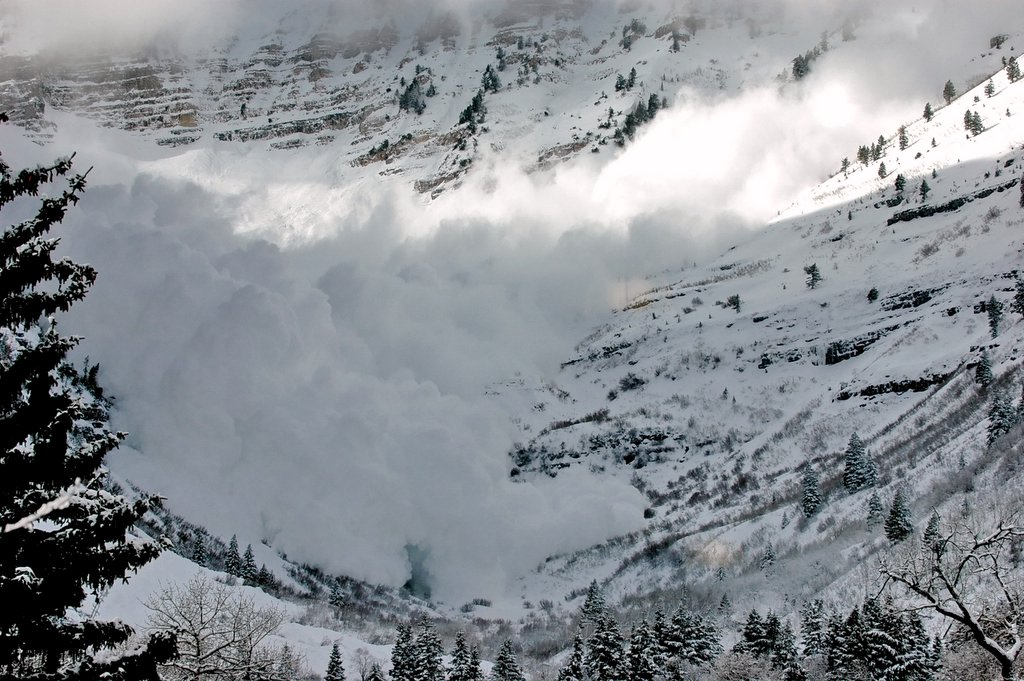
雪崩

雪による災害は雪害と総称され、吹雪（ブリザード）・地吹雪による視程障害（ホワイトアウト）や積雪による交通の支障、落雪、雪の重みによる建造物や物品の損壊、雪崩などが含まれる。多量の降雪・積雪は豪雪と呼ばれ、交通途絶などによる多額の被害が発生する。また、過冷却状態にある雨水が地面や樹木などに衝突するとその衝撃によって雨氷が形成されるが、これも交通や電力網に大きな被害を及ぼす。冬から春にかけて、農作物が凍結したり霜が降りたりすることを凍霜害と呼ぶ。降雹は建物の破損や農産物への被害をもたらすほか、大きな雹が人体に直撃した場合死ぬことも珍しくない。雷は落雷による直接の死、構造物の破損や火災のほか、主に送電施設への電撃・誘導雷による電気的被害をもたらす。
気温や降水が例年に比べ著しく異常を示すことも災害の1つである。異常高温は熱波や猛暑と呼ばれ、夏季中心に発生し、熱中症などを引き起こす。冬季の異常高温は暖冬と呼ばれ、スキー場など降雪の必要な産業に大きな被害を与える。異常低温が冬季に起こった場合は厳冬となり、低体温症が発生しやすくなるほか、上記の雪害が発生しやすくなる。夏季の異常低温は冷夏と呼ばれ、冷害を引き起こして主に農作物の生育不良をもたらす。降水が異常に多い場合は上記のように洪水を引き起こすが、異常少雨の場合は干ばつとなり、水不足による生活・産業への被害や生態系への影響をもたらす。冷害や干ばつは農作物の収量を激減させ、歴史上しばしば飢饉の引き金となってきた。
異常乾燥や落雷によって山火事が発生すると、生態系や人命、産業に大きな被害を与える。山火事は湿潤な日本でも平成26年～平成30年の5年平均で年間約1300件ほど発生しており、世界中で発生しているが、なかでもカリフォルニアやオーストラリアといった乾燥の激しい地域では多く発生する。山火事は長期化することもあり、2019年9月に発生したオーストラリア森林火災は2020年2月に起きた豪雨によって消し止められるまで、半年にわたって燃え続けた。

### 生物

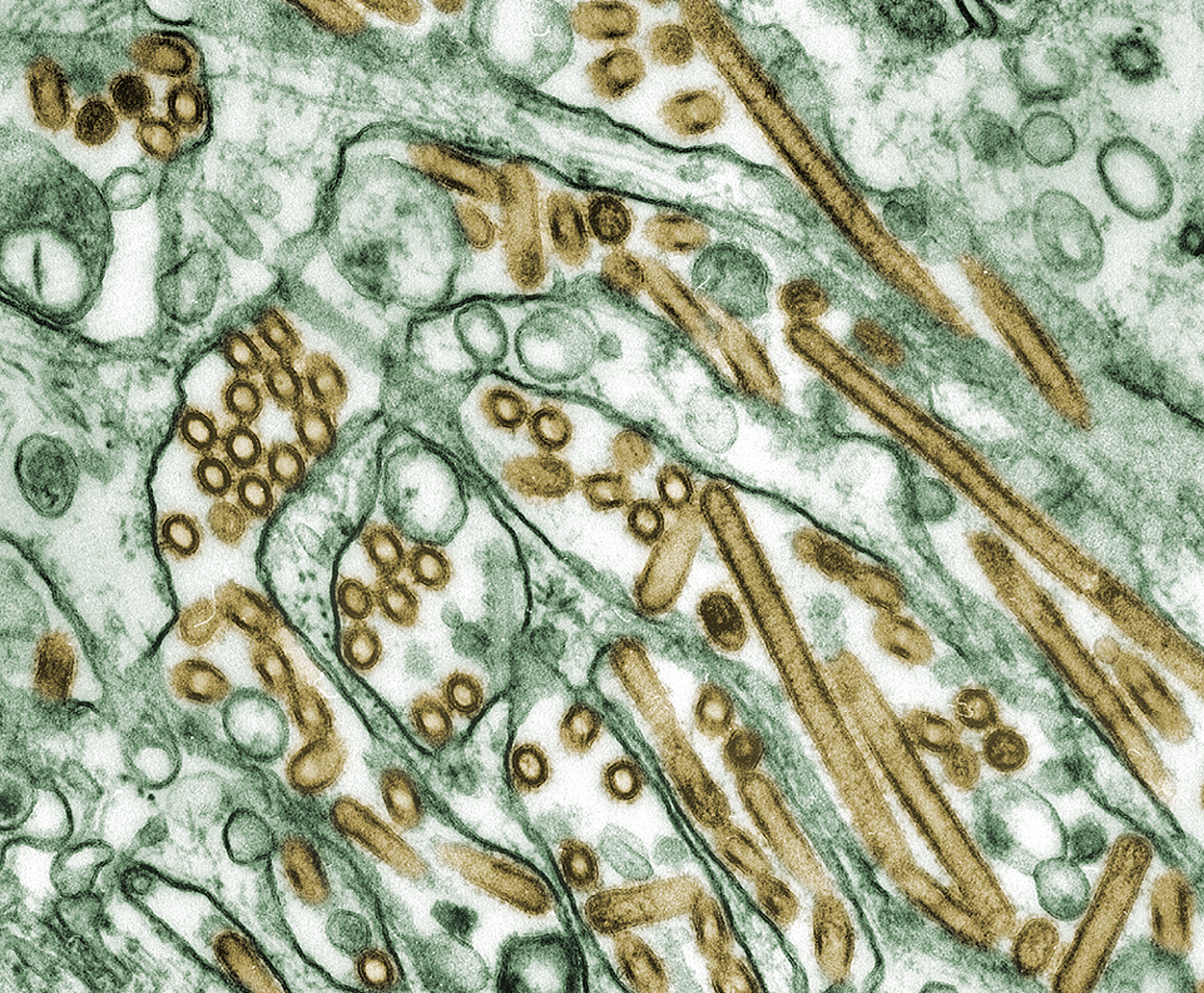
トリインフルエンザウイルス（A H5N1）

生物災害としては、生物の異常発生によるさまざまな被害が挙げられる。なかでもトノサマバッタやサバクトビバッタといった一部のバッタ類が相変異を起こし大発生すると数千億匹を超えるような大群となり、時には数千km以上の距離を移動してその地域の草本性のものすべてを食べ尽くしてしまう。これは蝗害と呼ばれ、農業や経済に巨大な被害を与える。
また疫病の発生による被害も生物に起因する自然災害と受け止められる。ペストや麻疹(はしか)、結核などは歴史的にも幾度となく流行期を惹き起こしてきた。またスペインかぜや新型コロナウイルスなどもウイルスによる疫病の流行である。厳密には現時点ではウイルスは生物ではなく「非細胞性生物」あるいは「生物学的存在」とみなされているが、ミミウイルスなどの細菌との類似性のあるウイルスや、レトロウイルスとトランスポゾンの類似性の指摘もあり、ウイルスと生物のボーダーは非常に曖昧であり、またウイルスそのものは人為的分類である可能性が高い。また発症による社会への影響度も含め、生物による自然災害とみなされる。
地球温暖化に伴い、日本近海における海水温の上昇や気候変動などを経て、蚊の媒介とするウイルスや原虫による疾患も危惧されている。

### 天文現象

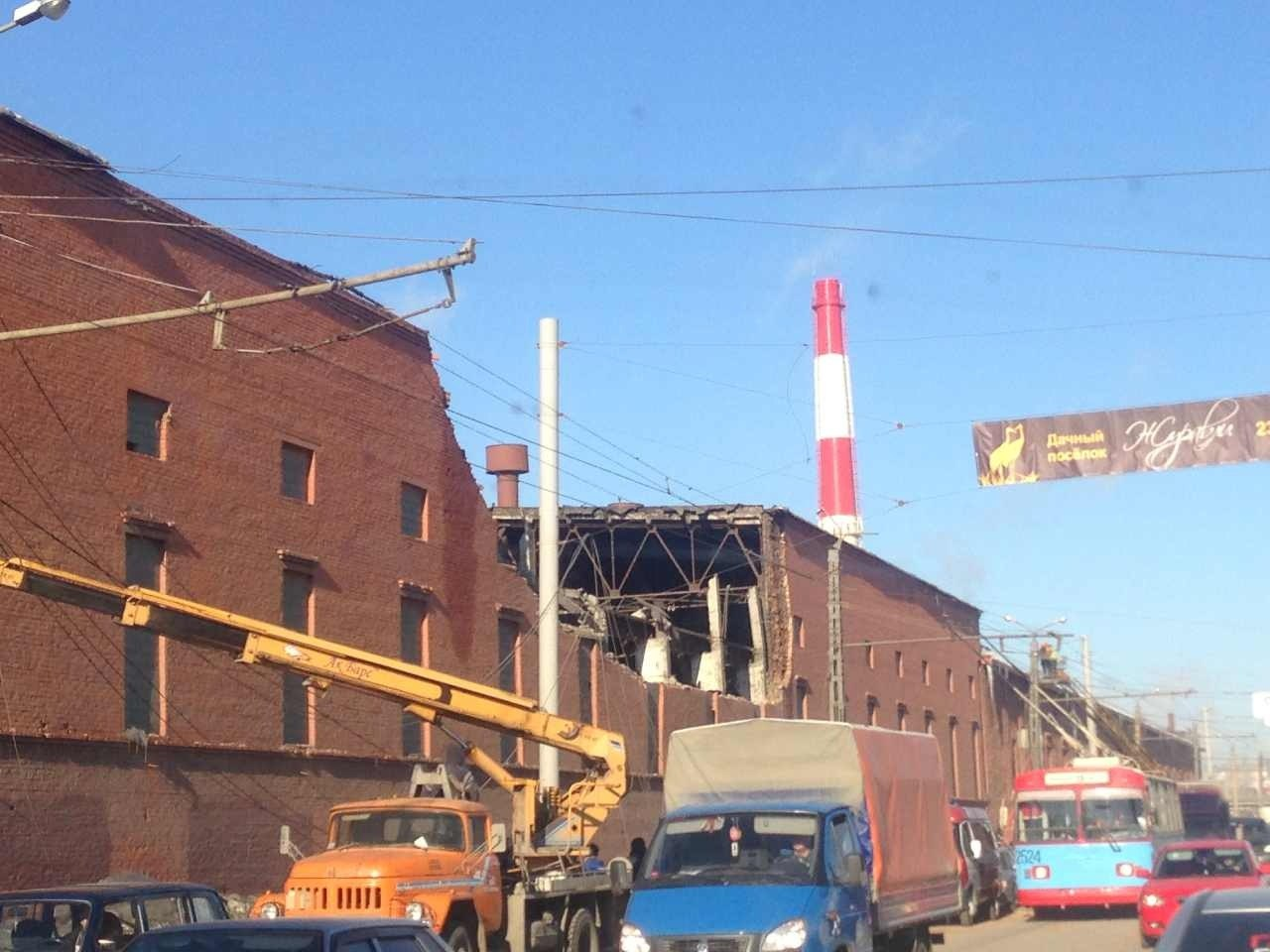
隕石の衝撃波で壁と屋根の一部が破壊された亜鉛工場。2013年、ロシア・チェリャビンスク州。

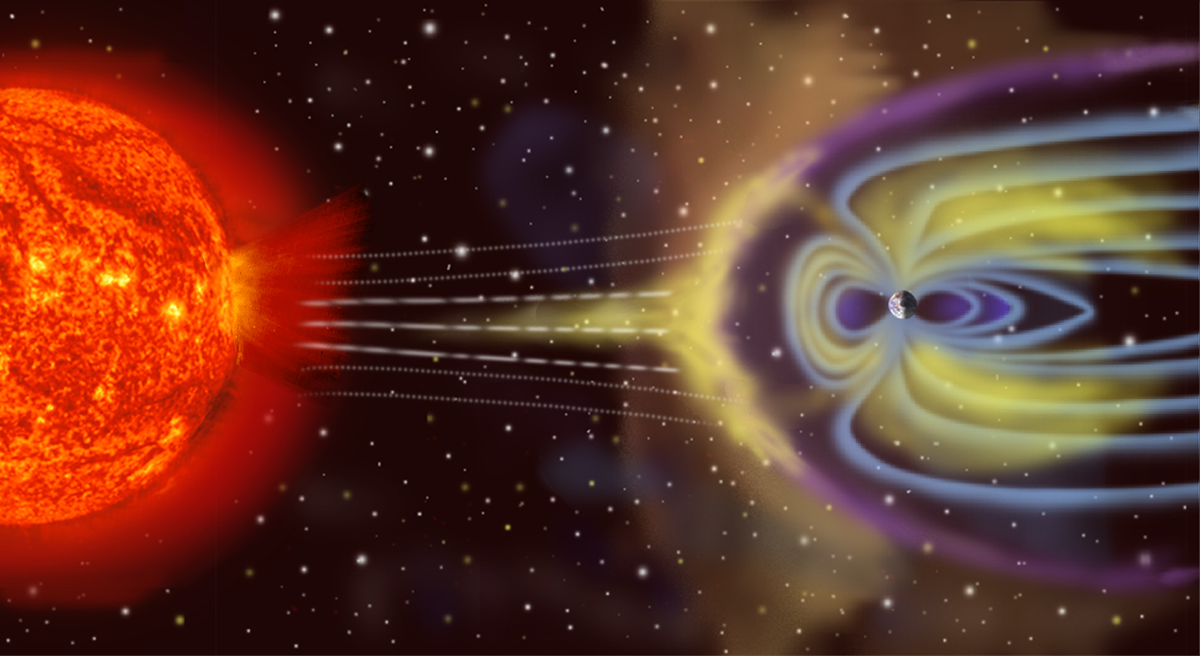
太陽フレアによる磁気嵐が地球を襲う想像図。電子機器やコンピュータシステムが障害を起こし社会に損害を与えることが懸念される。

天文現象による自然災害としては、小天体の落下・衝突がまず挙げられる。巨大隕石が衝突すると、小天体の大気中通過時や分解時に衝撃波が発生し、落下時には巨大な隕石孔やクレーターができる。この衝撃によって大量の塵の巻き上げやそれによる太陽光の遮断と気候の急変が起き、いわゆる隕石の冬がもたらされる他、海に落ちた場合には津波も発生する。例としては、6600万年前の白亜紀には巨大隕石の衝突によって寒冷化が起き、恐竜の絶滅が起きたとの説が有力である。このほか、太陽面での爆発（太陽フレア）の強力なものはコロナ質量放出(CME)や太陽嵐を引き起こし、これにより放出される電磁波・粒子線、太陽エネルギー粒子線によって宇宙滞在者への影響が懸念される他、通信障害（デリンジャー現象）や磁気嵐も発生する。

## 災害時の事象
多くの災害時に発生する事象として、インフラストラクチャー・ライフラインの寸断・故障が挙げられる。物理的に破壊されることにより寸断される他、制御系統の不具合や停電による停止などが起こる。また、災害時には供給の確保や重要用途優先を理由として、意図的に制限が行われることがある。
地震や雷、豪雪や台風などの場合には、電柱・電線の倒壊・切断といった送電網の損傷などにより電力供給が停止し停電が発生する場合がある。都市ガスは台風や水害の影響をほとんど受けず、また地震にもある程度強いが、東日本大震災などの巨大地震の際には供給停止が起こった。また上水道、農業用水路、工業用水道などの用水においても断水が発生するほか、下水道も下水管の被害や処理施設の被災などにより機能停止する場合がある。
大雨や強風、地震の際には鉄道は速度制限や運行停止を行う場合がある。土砂崩れなどの危険がある場合は、道路も通行規制を実施する。また地震の際にも、日本では震度5以上で高速道路は通行止めとなる。東日本大震災の際には、道路・鉄道も各地で寸断され、港湾や空港も含めた交通インフラ全般に大きな被害が出たことで、列車やバス、飛行機などといった公共交通機関の多くが停止した。大規模災害発生時には、日本では被災地につながる重要な道路が緊急交通路に指定され、緊急通行車両以外の通行が禁止される場合がある。またこれに伴い、損傷した道路を修復して被災地への救援ルートを確保するための道路啓開が行われる。また、特に鉄道のローカル線においては、復旧費用に見合う利用が見込めないことから、被災し運休となった路線がそのまま廃線となってしまうことも多く見られる。
災害時には安否確認や災害対処により通信量が急激に増加し、電話や通信網が停止したりかかりにくくなることがあるため、大規模災害時には通信事業者により災害用伝言板が設置される場合がある。災害時には各放送局から災害放送が行われるほか、大規模災害時にはFMラジオによる臨時災害放送局が開設される場合がある。
大規模な災害の場合、物流が停止して被災地における食糧不足や燃料不足などが発生する。また災害時には多数の負傷者が発生するため災害医療体制となり、トリアージを行った上で負傷者に適切な治療を実施する。
住居に危険が迫った人々のために、災害時には各所に避難所が開設され、周辺住民の一時避難が行われる。住居を失ったり損害を受けた人々に対しては、日本では公営住宅の一時提供や民間賃貸住宅の一時貸与、仮設住宅の建設、被災住宅の修復支援などが行われる。
大規模災害は、直接被災やサプライチェーン寸断による企業活動の停止や制限をもたらし、被災地域の産業に大きな影響を与える。東日本大震災においては、被災により農業や漁業といった第一次産業や、製造業、小売業などで労働力の減少が見られる一方、復興需要に関わる建設業や採石、不動産業などが成長したことが判明している。

## 防災・予測と警報
自然災害を予防し、また起きてしまった災害に応急的な対策を取るために、さまざまな防災対策が行われている。例えば洪水対策としては、上流のダムや河川の堤防によって増水した水を河道内に封じ込め、速やかに海へと流し去ることが基本的な方針となる。土砂災害の予防としては、危険性の高い地域の開発をあらかじめ禁じておくことや、砂防堰堤の建設などが挙げられる。また、山岳地帯に植林を行い森林を育成すると地表が保護され、特に表層崩壊にはかなりの効果を発揮し土石流防止にも一定の効果を持つ。ただし、深層崩壊に山地森林は効果がない。
重大な自然災害の発生が予測される場合、いくつかの国では政府が警報を発表し警戒を促す。日本ではこの業務は気象庁が担当しており、警戒水準によって注意報、警報、特別警報の3段階が存在する。かつては注意報と警報のみであったが、2013年8月30日から特に重大な災害の発生が予測される場合には特別警報が発表されることとなった。また、霜害に注意を呼びかける霜注意報のように、注意報のみで警報の存在しないものもある。また、地震の予測は原則として不可能であるが、地震発生時のP波（初期微動）とS波（主要動）の到達速度、それに各地の地震計から発せられる電波のタイムラグを利用して日本では緊急地震速報のシステムが整備され、主要動が到達するよりわずかに（数秒から数十秒）早く人々に警報を発することができるようになった。
こうした防災情報や警報の周知に関しては、マスメディア、特に速報性に優れるテレビ・ラジオ等の放送メディアの果たす役割が大きい。
この他、自然災害によって予測される被害とその範囲を地図化したハザードマップも、地震や洪水、土砂崩れなどの各種災害に対応したものが作成されている。

## 自然災害による被害
ドイツのミュンヘン再保険社の年次報告によれば、2010年の自然災害による死者は約29万5千人（うちハイチ大地震による死者は22万人）、経済的損失額は1,300億ドルとの推計を行なっている。これは1980年以降5-6番目に悪い数字であるという。
1900年から2006年までの統計では、死者1000人以上の巨大自然災害は地震が127件、気象災害が82件、火山災害が15件、地すべりが14件、雪害が2件、風害3件となっている。自然災害による死者数は様々な防災対策の施行によって減少傾向にある一方で、人口増加や移動によって居住不適地への居住者が増加し、被災者数のそのものの増加を招いている。
自然災害が起きた場合、先進国においては事前の防災対策によって被害が少なく済み、その復旧の過程で災害時に発覚した新たな問題点に対応する形で新たな防災対策が行われるといった動きが起きるために自然災害への対応力は上昇し続け被害が減少する傾向があるのに対し、発展途上国で災害が起きた場合防災対策が不十分なため被害が拡大し、被害の大きさと復旧の遅れによって新たな防災対策も不十分なものとなり、そして新たに災害が起きて被害がさらに拡大するといった負の動きが起きる傾向がある。こうしたことから、自然災害の死者数は発展途上国の方が圧倒的に多い。
近年の日本における災害傾向として、令和元年から令和6年までの期間において、平均気温の上昇と極端な降雨イベントの発生頻度が増加傾向にある。特に、1時間降水量50 mm以上の短時間強雨の年間発生回数は、1976–1985年と比べて2015–2024年で約1.5倍に増加している。

## 自然災害と国際社会
ある国家で巨大な自然災害が起きた場合、被災国以外の国々からはさまざまな援助や支援が送られる。こうした支援は各国政府からだけではなく、個人や企業、各種団体などからの寄付やチャリティーも盛んに行われる。国際的な災害支援は20世紀以前から存在していたが、20世紀後半以降グローバル化が進展し国際関係が緊密化するなかで、支援はより広範囲から大規模に行われるようになってきた。
自然災害時の支援に関して、ジュネーブ条約による国際赤十字・赤新月合運動があり、さらに障害者権利条約第11条は、「締結国は国際人道法や国際人権法も含めた国際法の義務に従い、武力紛争や人道的緊急事態並びに自然災害発生の際も含めた災害時の障害者の救出と保護のためにあらゆる必要な措置を講じる」ことを定めている。さらに1991年12月の国際連合総会決議によって、自然災害や紛争などの人道危機への対処と調整を行う国連機関として国際連合人道問題調整事務所(OCHA)が設置された。

## 自然災害と社会
文明の成立当初から、自然災害は社会に大きな打撃を与えるものであり、さまざまな影響を及ぼしてきた。メソポタミア文明においてはティグリス川とユーフラテス川の洪水がしばしば大きな被害をもたらしたが、これは予測がつかず急に発生するものであり、大洪水の神話を生み出すこととなった。こうした洪水神話は世界各地に広く分布している。日本においては、災害が発生した際に改元を行うことが干ばつと疫病による923年の延喜から延長への改元を皮切りに広く行われるようになり、明治政府が一世一元の制を定めて天皇一代につき一元号とするまで続いた。